# 1409
- Wikisource

| Calendário gregoriano                                                        | 1409 MCDIX                                           |
| Ab urbe condita                                                              | 2162                                                 |
| Calendário arménio                                                           | 858 – 859                                            |
| Calendário bahá'í                                                            | -435 – -434                                          |
| Calendário budista                                                           | 1953                                                 |
| Calendário chinês                                                            | 4105 – 4106 Início a 17 de janeiro (aproximadamente) |
| Calendário copta                                                             | 1125 – 1126                                          |
| Calendário etíope                                                            | 1401 – 1402                                          |
| Calendários hindus - Vikram Samvat - Calendário nacional indiano - Cáli Iuga | 1464 – 1465 1330 – 1331 4509 – 4510                  |
| Calendário Holoceno                                                          | 11409                                                |
| Calendário islâmico                                                          | 812 – 813                                            |
| Calendário judaico                                                           | 5169 – 5170                                          |
| Calendário persa                                                             | 787 – 788                                            |
| Calendário rúnico                                                            | 1659                                                 |
| Calendário solar tailandês                                                   | 1952                                                 |

1409 (MCDIX, na numeração romana) foi um ano comum do século XV do Calendário Juliano, da Era de Cristo, e a sua letra dominical foi F (52 semanas), teve início a uma terça-feira e terminou também a uma terça-feira.
No reino de Portugal estava ainda em vigor a Era de César que já contava 1447 anos.
| Ano completo                       |
| ---------------------------------- |
| Ano comum com início à terça-feira |

## Eventos
- 25 de março - No dia da festa da Anunciação na liturgia cristã, tem início o Concílio de Pisa para tentar resolver o Grade Cisma do Ocidente.

## Nascimentos
- Maomé VIII, 14.º sultão do Reino Nacérida de Granada em duas ocasiões entre 1419 e 1429  (m. 1431).
- Küçük Mustafa (ou 1408; m. 1422 ou 1423), príncipe otomano que tentou usurpar o trono em 1422 ao seu irmão Murade II.

## Mortes
- Abril — Francesc Eiximenis, escritor e monge franciscano catalão  (n. 1330).
- 25 de julho — Martim I, o Jovem da Sicília  (n. 1376).
- 13 de setembro - Isabel de Valois, Consorte do rei Ricardo II de Inglaterra (n. 1389).